# Arbieto (stad)
Arbieto (Quechua: Arbieto) is een kleine stad in het departement Cochabamba, Bolivia. Het is de hoofdplaats van de gelijknamige gemeente, gelegen in de Esteban Arce provincie. 
Bij de census van 2012 was ze naar aantal inwoners de 84ste stad van Bolivia. In de gemeente Arbieto spreekt 92,4 procent van de bevolking Quechua.

## Bevolking
| Jaar | Populatie |
| ---- | --------- |
| 1992 | 970       |
| 2001 | 1.347     |
| 2012 | 5.335     |